# Chili op de Olympische Zomerspelen 1996
Chili nam deel aan de Olympische Zomerspelen 1996 in Atlanta, Verenigde Staten. Het was de achttiende deelname van het land. Bij de openingsceremonie werd de nationale vlag gedragen door atleet Sebastián Keitel. 
Er namen 21 sporters (16 mannen en 5 vrouwen) deel in tien olympische sportdisciplines. Atleet Gert Weil was de eerste Chileense olympiër die voor de vierde keer deelnam. Bokser Ricardo Araneda en de tafeltennissers Augusto Morales en Sofija Tepes namen voor de tweedemaal deel. In de atletiek werd voor de achttiende keer deelgenomen, in de schietsport voor de veertiende keer, in het boksen en wielrennen voor de elfde keer, in het schermen voor de zevende keer, in het zeilen voor de vijfdemaal, in het tennis en zwemmen voor de vierdemaal en voor de derdemaal in het tafeltennis. Voor het eerst werd deelgenomen in het gewichtheffen, de achttiende sportdiscipline waarin Chili uitkwam.
Aan de acht behaalde medailles tot nu toe, behaald in 1928 (1), 1952 (2), 1956 (4) en 1988 (1), werd er net als in 1992 geen een aan toegevoegd.

## Deelnemers en resultaten

### Atletiek
| Olympiër (deelname) | Onderdeel       | Resultaat | Prestatie                             |
| ------------------- | --------------- | --------- | ------------------------------------- |
| Sebastián Keitel    | 200m (m)        | 47e       | serie 11: 4de in 20,96                |
| Marcelo Barrientos  | marathon (m)    | 86e       | 2:31.05                               |
| Gert Weil (4)       | kogelstoten (m) | 22e       | kwalificatie groep B: 11de met 18,67m |
|                     |                 |           |                                       |
| Érika Olivera       | marathon (v)    | 37e       | 2:39.06                               |

### Boksen
| Olympiër (deelname) | Onderdeel | Resultaat | Prestatie                              |
| ------------------- | --------- | --------- | -------------------------------------- |
| Ricardo Araneda (2) | –75kg (m) | 17e       | 1ste ronde: V van GEO Kakauridze: 3-10 |

### Gewichtheffen
| Olympiër           | Onderdeel | Resultaat | Prestatie                                                          |
| ------------------ | --------- | --------- | ------------------------------------------------------------------ |
| Cristián Escalante | –99kg (m) | 22e       | trekken: 23ste met 142,5kg stoten: 22ste met 172,5kg totaal: 315kg |

### Schermen
| Olympiër        | Onderdeel | Resultaat | Prestatie                         |
| --------------- | --------- | --------- | --------------------------------- |
| Paris Inostroza | degen (m) | 33e       | 1ste ronde: V van HUN Imre: 12-15 |

### Schietsport
| Olympiër       | Onderdeel | Resultaat | Prestatie                          |
| -------------- | --------- | --------- | ---------------------------------- |
| Pascal Colomer | skeet (m) | 42e       | kwalificatie: 42ste met 115 punten |

### Tafeltennis
| Olympiër (deelname)              | Onderdeel      | Resultaat | Prestatie                                                                                                |
| -------------------------------- | -------------- | --------- | --- |
| Augusto Morales (2)              | enkelspel (m)  | 49e       | groep G: 4de V van FRA Gatien: 0-2 V van CZE Korbel: 0-2 V van PRK Choe: 0-2                             |
| Augusto Morales Juan Salamanca   | dubbelspel (m) | 25e       | groep B 4de V van SWE Persson / Waldner: 0-2 V van NED Heiser / Keen: 0-2 V van JPN Tasaki / Yuzawa: 0-2 |
|                                  |                |           | |
| Berta Rodríguez                  | enkelspel (v)  | 49e       | groep D 4de V van CHN Liu: 0-2 V van USA Feng: 0-2 V van SVK Popova: 0-2                                 |
| Berta Rodríguez Sofija Tepes (2) | dubbelspel (v) | 25e       | groep B V van CHN Wei / Qiao: 0-2 V van GER Nemes / Schöpp: 0-2 V van GBR Holt / Lomas: 0-2              |

### Tennis
| Olympiër                     | Onderdeel      | Resultaat | Prestatie                                               |
| ---------------------------- | -------------- | --------- | ------------------------------------------------------- |
| Paula Cabezas Bárbara Castro | dubbelspel (v) | 17e       | 1ste ronde: V van HUN Csurgó / Temesvari: 4-6, 6-1, 3-6 |

### Wielersport
| Olympiër                                                     | Onderdeel              | Resultaat | Prestatie                      |
| Baan                                                         | Baan                   | Baan      | Baan                           |
| ------------------------------------------------------------ | ---------------------- | --------- | ------------------------------ |
| Marcelo Arriagada Marco Arriagada José Medina Luís Sepúlveda | ploegachtervolging (m) | 16e       | kwalificatie: 16de in 4.25,960 |
| Weg                                                          |                        |           |                                |
| Victor Garrido                                               | wegwedstrijd (m)       | DNF       | niet gefinisht                 |

### Zeilen
| Olympiër       | Onderdeel | Resultaat | Prestatie                                    |
| -------------- | --------- | --------- | -------------------------------------------- |
| Luis Echenique | laser     | 19e       | 158 punten: (20,57,31,15,18,16,9,26,31,15,8) |

### Zwemmen
| Olympiër          | Onderdeel        | Resultaat | Prestatie               |
| ----------------- | ---------------- | --------- | ----------------------- |
| Nicolás Rajcevich | 100m rugslag (m) | 44e       | serie 2: 5de in 59,90   |
| Nicolás Rajcevich | 200m rugslag (m) | 27e       | serie 2: 3de in 2.05,79 |

Afghanistan · Albanië · Algerije · Amerikaanse Maagdeneilanden · Amerikaans-Samoa · Andorra · Angola · Antigua‑Barbuda · Argentinië · Armenië · Aruba · Australië · Azerbeidzjan · Bahama's · Bahrein · Bangladesh · Barbados · België · Belize · Benin · Bermuda · Bhutan · Bolivia · Bosnië en Herzegovina · Botswana · Brazilië · Britse Maagdeneilanden · Brunei · Bulgarije · Burkina Faso · Burundi · Cambodja · Canada · Centraal-Afrikaanse Republiek · Chili · China · Chinees Taipei · Colombia · Comoren · Congo-Brazzaville · Cookeilanden · Costa Rica · Cuba · Cyprus · Denemarken · Djibouti · Dominica · Dominicaanse Republiek · Duitsland · Ecuador · Egypte · El Salvador · Equatoriaal-Guinea · Estland · Ethiopië · Fiji · Filipijnen · Finland · Frankrijk · Gabon · Gambia · Georgië · Ghana · Grenada · Griekenland · Groot-Brittannië · Guam · Guatemala · Guinee · Guinee-Bissau · Guyana · Haïti · Honduras · Hongarije · Hongkong · Ierland · IJsland · India · Indonesië · Irak · Iran · Israël · Italië · Ivoorkust · Jamaica · Japan · Jemen · Joegoslavië · Jordanië · Kaaimaneilanden · Kaapverdië · Kameroen · Kazachstan · Kenia · Kirgizië · Koeweit · Kroatië · Laos · Lesotho · Letland · Libanon · Liberia · Libië · Liechtenstein · Litouwen · Luxemburg ·  Macedonië · Madagaskar · Malawi · Malediven · Maleisië · Mali · Malta · Marokko · Mauritanië · Mauritius · Mexico · Moldavië · Monaco · Mongolië · Mozambique · Myanmar · Namibië · Nauru · Nederland · Nederlandse Antillen · Nepal · Nicaragua · Nieuw-Zeeland · Niger · Nigeria · Noord-Korea · Noorwegen · Oeganda · Oekraïne · Oezbekistan · Oman · Oostenrijk · Pakistan · Palestina · Panama · Papoea-Nieuw-Guinea · Paraguay · Peru · Polen · Portugal · Puerto Rico · Qatar · Roemenië · Rusland · Rwanda · Saint Kitts en Nevis · Saint Lucia · Saint Vincent en Grenadines · Salomonseilanden · Samoa · San Marino · Sao Tomé en Principe · Saoedi-Arabië · Senegal · Seychellen · Sierra Leone · Singapore · Slovenië · Slowakije · Soedan · Somalië · Spanje · Sri Lanka · Suriname · Swaziland · Syrië · Tadzjikistan · Tanzania · Thailand · Togo · Tonga · Trinidad en Tobago · Tsjaad · Tsjechië · Tunesië · Turkije · Turkmenistan · Uruguay · Vanuatu · Venezuela · Verenigde Arabische Emiraten · Verenigde Staten · Vietnam · Wit-Rusland · Zaïre · Zambia · Zimbabwe · Zuid-Afrika · Zuid-Korea · Zweden · Zwitserland